# Sowi

La insignia de rango de Sowi

Sowi (coreano: 소위) es el rango de oficial coreano más joven en los ejércitos de Corea del Norte y Corea del Sur. Se considera el equivalente a un subteniente en la mayoría de los demás ejércitos.